# Xiaopu (köpinghuvudort i Kina, Zhejiang Sheng, lat 31,03, long 119,83)
Xiaopu (kinesiska: 小浦镇) är en köpinghuvudort i Kina. Den ligger i provinsen Zhejiang, i den östra delen av landet, omkring 92 kilometer norr om provinshuvudstaden Hangzhou. Antalet invånare är 23 118. Befolkningen består av 11 300 kvinnor och 11 818 män. Barn under 15 år utgör 13,0 %, vuxna 15-64 år 74 %, och äldre över 65 år 12,0 %.
Runt Xiaopu är det tätbefolkat, med 286 invånare per kvadratkilometer. Närmaste större samhälle är Zhicheng, 7,5 km öster om Xiaopu. Trakten runt Xiaopu består till största delen av jordbruksmark.
Genomsnittlig årsnederbörd är 1 811 millimeter. Den regnigaste månaden är augusti, med i genomsnitt 274 mm nederbörd, och den torraste är november, med 70 mm nederbörd.